# Himmelbjerget (nordisk mytologi)
 For alternative betydninger, se Himmelbjerget (flertydig). (Se også artikler, som begynder med Himmelbjerget)
Himmelbjerget (norrønt: Himinbjörg) er i nordisk mytologi Asgårds højeste bjerg, hvor Bifrosts ene ende er fastgjort og hvor Hejmdal bor.
| Nordisk mytologi | Spire Denne artikel om nordisk religion og mytologi er en spire som bør udbygges. Du er velkommen til at hjælpe Wikipedia ved at udvide den. |